# Тимочко-Камінська Ірина Степанівна
Ірина Степанівна Тимо́чко, у шлюбі Тимочко-Камі́нська  (псевдо: «Ніна», «Христя»); (8 липня 1923, Яксманичі Перемишльського повіту, Польща — 21 травня  2010, Україна,) — українська повстанка, членкиня ОУН, повітова провідниця Українського Червоного Хреста, провідниця надрайону «Верховина».

## Життєпис
Ірина Тимочко народилася 8 липня 1923 в селі Яксманичі (поблизу Перемишля) у багатодітній родині Ксені Панкевич і Степана Тимочка.
Степан Тимочко, колишній вояк УГА, з дружиною виховували дітей патріотами України.
Про це свідчить інцидент, коли в школі Ірина відмовилася декламувати вірш пам'яті Юзефа Пілсудського.
За цей «проступок» дівчинки польська поліція заарештувала батька. Коли через кілька днів його звільнили з арешту, він не покарав Ірину, а, навпаки, похвалив за таку свідому позицію,.
1936 року Ірина Тимочко вступила до приватної гімназії Українського інституту для дівчат у Перемишлі. Під час навчання в гімназії вона вступила до «Пласту», який діяв підпільно.
З приходом в 1939 році окупаційних радянських військ інститут припинив свою діяльність.
Під час німецької окупації, щоб уникнути загрози вивезення на примусові роботи, Ірина Тимочко 1941 року вступила на піврічний матуральний курс для українських учителів, організований Українським допомоговим комітетом при Державній учительській семінарії в Яворові. Там вона приступила до «Юнацтва» ОУН.
1942 року Тимочко учителювала в рідному селі.
У січні 1944 року Ірина Тимочко (псевдо «Ніна») під час навчання на матуральних курсах, організованих в Перемишлі в 1943—1944 роках, вступила в ОУН.
Улітку 1943 року, коли за наказом Проводу ОУН обласним провідником ОУН Перемишльської області був призначений Василь Галаса, він приступив до укомплектування усіх провідних підпільних осередків. Зокрема окружну референтуру Українського Червоного Хреста (УЧХ) в Перемишлі очолила Наталка Козакевич — «Сіра». Підпільні осередки поповнювали також і випускниками матуральних курсів. Серед них були, зокрема Марія Савчин– «Марічка», Ірина Тимочко — «Ніна», її двоюрідна сестра Химка Зеня — «Зоя».
Після завершення навчання наприкінці березня 1944 року Наталка Козакевич — «Сіра» запропонувала Ірині перейти в підпілля. Пізніше в підпіллі Ірина змінила псевдо на «Христя». У травні 1944 року «Христя» в числі 22 учасниць пройшла санітарний вишкіл, після якого до грудня 1944 року вона була повітовою провідницею УЧХ на Бірчанщині.
На початку лютого 1945 р. на терені Закерзоння було створено окремий Закерзонський край, провідником якого було призначено Ярослава Старуха-«Стяга». Перемишльська округа була розділена на два надрайони: Перемишльщину і Лемківщину. Надрайоновою УЧХ Перемишльщини стала Марія Савчин («Марічка»), а Лемківщини — Ірина Тимочко — «Христя». Восени 1945 року, коли Провід ОУН відкликав з Перемишлянчини частину кадрів для поповнення підрозділів на підбільшовицьких територіях України, УЧХ розпустили. «Христю» призначили господарською надрайонною Лемківщини, пізніше після реорганізації — надрайону «Верховина». Після загибелі надрайонного провідника Степана Ярошевича («Роберт») «Христю» призначили надрайонною провідницею «Верховини».
Аргументуючи такий вибір сміливістю і рішучістю «Христі» під час бойових дій, В. Галаса — «Орлан» — так писав у листі до «Стяга», провідника Закерзонського краю: «…залишилася там сама „Христя“, енергія якої є рівнозначна силі сотні „Бурлаки“»
Після акції «Вісла», наслідком якої стала повна депортація українського населення, Провід визнав, що існування організаційної мережі на теренах Лемківщини втратило сенс.
«Христя» з лютого 1947 року перебувала в сотні «Бродича» (Гробельський Роман) в повіті Нови Сонч. Після відходу в серпні 1947 року сотні на Захід Ірина Тимочко повинна була легалізуватися за фіктивними документами і виконувати функцію зв'язкової для спеціальних доручень. Проте, через зраду підпільника Ярослава Гамівки — «Вишинського», який працював на польську спецслужбу, 15 листопада 1947 року Тимочко була заарештована. Під час допитів, катувань «Христя» не піддалася і не пішла на співпрацю з ворогом. Була засуджена в Ряшеві до 8 років тюремного ув'язнення.
Відбула ув'язнення в польській тюрмі й 15 листопада 1955 року вийшла на волю.
1967 року закінчила історико-філософський факультет Вроцлавського університету. У цьому ж році одружилася з Мироном Камінським («Дон»), який теж був підпільником у надрайоні «Верховина».
1981 року емігрувала до Сполучених Штатів Америки, без чоловіка, який перебував під наглядом спецслужб і невдовзі помер від хвороби.
Про свій життєвий шлях, боротьбу і повернення в незалежну Україну вона написала в книзі спогадів «Моя Одисея».
Тут на рідній землі Ірина Тимочко-Камінська відійшла у вічність 21 травня 2010 року.